# Научные и научно-педагогические кадры инновационной России
«Научные и научно-педагогические кадры инновационной России» — федеральная целевая программа, утверждённая Постановлением Правительства России от 28 июля 2008 года № 568. Программа рассчитана до 2013 года и призвана увеличить число молодых учёных и поспособствовать закреплению российской молодёжи в сфере науки и образования.

## История
Разработчики программы отмечают, что из-за хронического недофинансирования науки в постсоветский период старая система воспроизводства научных кадров стала неэффективной, а молодёжь потеряла интерес к науке. В 1990—2005 годах общее число людей, которые занимались в России исследованиями и разработками, снизилось на 58 процентов
. В абсолютных цифрах наука потеряла более миллиона человек. Молодые учёные уходили в другие отрасли экономики либо эмигрировали за рубеж. Проблема усугубилась тем, что в 1990-е годы многие учёные стали работать по совместительству, что занимало большую часть их времени и приводило к снижению квалификации.
Как констатировали авторы программы, через 10 лет ситуация может ещё более осложниться за счёт глубокого демографического кризиса: в репродуктивный возраст вступит немногочисленное поколение, родившееся в 1990-е годы.

Важнейшим элементом является привлекательность для молодёжи карьеры исследователя. Необходимо осуществлять поддержку учёных и научно-педагогических коллективов, которые выполняют двойную роль, — во-первых, демонстрируют успешность профессии учёного и преподавателя, во-вторых, осуществляют эффективную подготовку молодых научных и научно-педагогических кадров.
— Из программы «Научные и научно-педагогические кадры современной России» на 2009-2013 гг.

## Цель и задачи
Программа призвана создать в России условия для эффективного воспроизводства научных и научно-педагогических кадров, при которой молодёжь станет закрепляться в сфере науки, образования и высоких технологий. Проблема преемственности поколений в науке и образовании осознана на государственном уровне.

Глубоко убежден, молодые кадры наукоемких отраслей инновационной России — это именно тот авангард, который способен вывести отечественную экономику на новые рубежи её развития, создать все необходимые условия для процветания нашей страны.
— Из выступления заместителя Председателя Правительства России Сергея Иванова на форуме «Молодые кадры наукоемких отраслей инновационной России».

Среди задач программы разработчики выделили следующие:
- создание условий для улучшения качественного состава научных и научно-педагогических кадров, эффективной системы мотивации научного труда;
- стимулирование притока молодёжи в науку, образование и высокие технологии и её закрепления в этой сфере;
- формирование механизмов обновления научных и научно-педагогических кадров.

## Участники
Основным разработчиком и координатором программы выступило Министерство образования и науки. На начальном этапе заказчиками программы также выступали Федеральное агентство по образованию и Федеральное агентство по науке и инновациям, но после их ликвидации в 2010 году эти функции были переданы Минобрнауки.

## Направления и мероприятия

### Направление 1
Первое направление призвано закрепить молодёжь в сфере науки, образования и высоких технологий. Оно предполагает стимулирование исследований коллективами научно-образовательных центров, к которым предъявляется ряд требований — от мирового уровня исследований и высокой результативности подготовки кадров до участия в проекте студентов и использования результатов в образовательном процессе.
Среди отдельных мероприятий выделены проведения исследований научными группами под руководством докторов и кандидатов наук. В обоих случаях в 2009—2011 годах эксперты отбирают около 500 исследовательских проектов. В этот же период отбор проходят около 300 проектов молодых кандидатов наук и около 500 проектов, выполняемых целевыми аспирантами. На долю естественных и технических наук приходится примерно по 40 процентов работ, на долю гуманитарных исследований и работ в интересах развития высокотехнологичных отраслей экономики — примерно по 10 процентов.
Для борьбы с «утечкой умов» разработано специальное мероприятие, которое позволяет приглашать бывших соотечественников, ныне работающих за рубежом и готовых возглавить исследования российских научных коллективов. Другой вариант состоит в том, что квалифицированные учёные из России, переехавшие за границу в постсоветский период, могут провести на родине научные семинары для коллег и поделиться с ними своим опытом, знаниями и навыками.
Другие мероприятия первого направления призваны развивать мобильность научных и научно-педагогических кадров внутри страны (срок командировок для выполнения научных исследований может составлять до шести месяцев) и обеспечивать научно-методическую поддержку развития программы.

### Направление 2
Второе направление призвано сначала привлечь молодёжь в сферу науки, техники и высоких технологий, а затем закрепить её в этой сфере за счёт развитой инфраструктуры. С этой целью в стране проводятся всероссийские и международные конференции, школы для молодёжи, молодёжные олимпиады и конкурсы, лучшие вузы оснащаются специальным научно-технологическим оборудованием, а для профориентации подростков и студентов в Интернете и СМИ размещаются информационные материалы о современных проблемах науки и высоких технологий.
В мае 2010 года в рамках направления появилось отдельное мероприятие по развитию сети национальных исследовательских университетов (НИУ).

Исследовательский университет — высшее учебное заведение, одинаково эффективно осуществляющее образовательную и научную деятельность на основе принципов интеграции науки и образования. Важнейшими отличительными признаками НИУ являются способность как генерировать знания, так и обеспечивать эффективный трансфер технологий в экономику; проведение широкого спектра фундаментальных и прикладных исследований; наличие высокоэффективной системы подготовки магистров и кадров высшей квалификации, развитой системы программ переподготовки и повышения квалификации.
— Национальные исследовательские университеты

Мероприятие позволяет финансировать программы развития НИУ, которые должны обеспечить кадрами приоритетные направлений науки, технологий, техники, экономики и социальной сферы, а также внедрять высокие технологии в производство.

### Направление 3
Чтобы привлекать студентов и молодых учёных в науку, а также поддерживать мобильность преподавателей и исследователей, приглашённых для проведения работ в научно-образовательных центрах, необходим соответствующий жилой фонд. В рамках программы запланировано строительство общежитий для студентов, аспирантов, преподавателей и сотрудников ведущих российских вузов в различных регионах страны.

### Направление 4
Четвёртое направление призвано обеспечить управление программой: организацию конкурсов, сбор и анализ информации, мониторинг хода и результатов программы.

## Финансирование
Общий объём финансирования программы на 2009—2013 годы составляет более 90 млрд рублей, в том числе более 80 млрд рублей — за счёт федерального бюджета. Финансирование всех работ начинается только после проведения конкурсного отбора, а оснащение вузов научно-технологическим оборудованием производится через централизованные закупки.

Представители вуза не получат деньги «на руки». Все тендеры на закупку оборудования, программного обеспечения и на мероприятия по повышению квалификации будет проводить минобрнауки. Сотрудники, участвовавшие в реализации инновационной образовательной программы в 2007—2008 годах, полагают, что данное нововведение значительно облегчит их труд.
— Статусное признание // Российская газета – Экономика ЦФО. – 2010. – 4 мая.

## Критика
Отдельные представители вузовского и академического сообщества высказывали мнение о низкой эффективности программы, обвиняя отбирающих заявки экспертов в предвзятости и ангажированности
. В свою очередь, сторонники программы отмечают, что привлекают в качестве экспертов представителей Академии наук, Минпрома, Росатома и других авторитетных ведомств, и высказывают мнение, что участники конкурса должны проявлять больше внимания при подготовке заявок
.В числе сторонников программы — представители вузовской науки:

Нет более болезненного вопроса для науки и высшего образования, чем проблема подготовки кадров. И государство впервые за последние 15-20 лет предлагает реальные меры по поддержке тех молодых коллег, кто хочет заниматься наукой. Эта программа, пожалуй, первая, где есть набор абсолютно конкретных мероприятий, апробированных в ведущих научных центрах и университетах страны. Это как раз тот случай, когда исполнительная власть не придумывает что-то, не копирует опыт других стран, пытаясь пересадить его на российскую почву, а систематизирует опыт соотечественников.
— Ректор ГУ Высшая школа экономики Ярослав Кузьминов - в интервью "Российской газете"

## Эффективность
По мнению многих представителей научного и педагогического сообщества, уже в первые годы программа доказала свою эффективность:

Программа подготовки научных и научно-педагогических кадров готовилась достаточно долго, и замечательно, что она, наконец, принята. Это базовый документ, который ориентирован на то, чтобы наша страна шла по пути научно-технического прогресса и ускоренного развития наукоемких отраслей экономики, а именно, оборонно-промышленного комплекса, энергетической, авиационно-космической и атомной отраслей.
— Из выступления ректора Ижевского государственного технического университета Бориса Якимовича на круглом столе в ИжГТУ. 
Как отмечают представители Минобрнауки, программа позволяет мотивировать преподавателей высшей школы заниматься не только образовательной деятельностью, но и научной работой. Согласно их прогнозам, к концу 2013 года в рамках программы будут достигнуты следующие результаты:
- средний возраст исследователей снизится на 3-4 года;
- доля исследователей высшей квалификации вырастет на 2-4 процента;
- доля профессорско-преподавательского состава высшей квалификации увеличится на 4-6 процентов;
- в России появится система стимулирования притока молодёжи в сферу науки, образования и высоких технологий;
- доля России в числе статей в ведущих научных журналах мира вырастет на 1-1,5 процента общего уровня;
- увеличится число научных и образовательных учреждений, которые используют опыт ведущих университетов мира;
- возрастет международное признание отечественной высшей школы[1].

В то же время, по словам организаторов программы, некоторые её эффекты оказались неожиданными для них самих. Например, научно-образовательные центры чаще подают заявки, в рамках которых просят поддержки для высоквалифицированных специалистов — кандидатов и докторов наук. Значительно слабее выражен ориентир на поддержку молодых неостепененных учёных.

## Документы
Паспорт федеральной целевой программы «Научные и научно-педагогические кадры инновационной России» на 2009—2013 годы (недоступная ссылка)